# Chrysso anei
Espèce
Chrysso anei est une espèce d'araignées aranéomorphes de la famille des Theridiidae.

## Distribution
Cette espèce est endémique de Mindanao aux Philippines,.

## Description
La femelle holotype mesure 2,50 mm.

## Étymologie
Son nom d'espèce lui a été donné en référence au lieu de sa découverte, Anei.

## Publication originale
- Barrion & Litsinger, 1995 : Riceland Spiders of South and Southeast Asia. CAB International, Wallingford, p. 1-700.